# Maria José Araújo
Maria José de Oliveira Araújo (Teofilândia, 1949), também conhecida como Mazé, é uma médica com atuação clínica na pediatria e na ginecologia, gestora pública, psicanalista e ativista feminista conhecida por ser uma das pioneiras do aborto legal no Brasil.

## Biografia

### Início de vida e estudos
Maria nasceu em Teofilândia em 1949, filha de um casal de classe média. Ela tem oito irmãos, três homens e cinco mulheres. Aos 8 anos, mudou-se para Salvador para estudar. Ela decidiu ser médica durante o ginásio, formando-se em 1975 pela Faculdade Bahiana de Medicina.

### Europa
Maria iniciou a residência em pediatria no Rio de Janeiro, mas ganhou uma bolsa de estudo para estudar saúde materno-infantil na Universidade Sorbonne, em Paris. Lá, envolveu-se com feministas pró-aborto e em 1977 criou o Círculo das Mulheres Brasileiras, grupo formado principalmente por mulheres que fugiram do AI-5, durante a Ditadura Militar. O grupo foi extinto em 1979, com a assinatura da Lei da Anistia. Enquanto estava na Europa, também morou na Suíça, onde trabalhou em um ambulatório feminista de atenção primária à saúde da mulher.

### Volta ao Brasil
Maria voltou ao Brasil nos anos 80, fundando em 1981 o Coletivo Feminista Sexualidade e Saúde em São Paulo, que implementou pela primeira vez no país uma abordagem de cuidado centrada nos direitos humanos das mulheres e atenta às questões reprodutivas, obstétricas e ginecológicas. Maria e outras feministas participaram da criação do primeiro serviço público de aborto legal do país, que era previsto no Código Penal desde 1940. Maria visitou 11 ou 12 hospitais para fazer a proposta, com o Hospital Maternidade Vila Nova Cachoeirinha, que mais tarde se tornaria uma referência no serviço, afirmando que ela planejava realizar aborto ilegal. Em 6 de julho de 1989, durante a prefeita Luiza Erundina assinou a Portaria nº 692/89, que obrigou os hospitais públicos de São Paulo a realizarem o serviço. Maria exerceu o cargo de Coordenadora da Área Técnica de Saúde da Mulher no Hospital Municipal Arthur Ribeiro Saboya, Zona Sul, que oferecia o serviço para mulheres vítimas de violência sexual. Ela era responsável por treinar os profissionais da área, desde o porteiro até o médico Por causa de seu trabalho, Maria foi ameaçada e teve a casa invadida e revirada. Maria também atuou em diversas esferas da gestão pública, incluindo no nível federal, até 2006. Em 1991, ajudou a fundar a Rede Feminista de Saúde, pertence à Rede Médica Pelo Direito de Decidir. Ela trabalhou para fortalecer o aborto legal no Brasil, conversando com entidades como a Ordem dos Advogados do Brasil (OAB), Conselho Regional de Medicina (CRM) e o Poder Judiciário. Também coordenou a  Área Técnica de Saúde da Mulher no primeiro Governo Lula. Poucas de suas políticas públicas foram implementadas, como a não exigência do boletim de ocorrência e laudo do Instituto Médico Legal (IML) para realizar o aborto.

### Aposentadoria
Nos anos 2010, Maria mora na Bahia, onde ajuda a articulação para o fortalecimento do aborto legal no país. Em 2021 passou a integrar o Fórum Estadual Sobre o Aborto.
Em 17 de maio de 2024, o pastor e deputado federal Sóstenes Cavalcante (PL-RJ) protocolou o Projeto de Lei 1904/2024, conhecido como PL do Aborto, que  visa alterar o Código Penal para equiparar o aborto ao homicídio quando realizado após a 22ª semana de gestação. Ele escreveu de forma resumida a história de Maria, afirmando que seu colega e da área de ginecologia e obstetrícia, Jorge Andalaft Neto, escreveu em 1998 e 2005 normas contra o aborto na semana alegada. Maria posicionou-se contra o PL, afirmando que a comparação não era válida, já que em 2024 existiam métodos seguros para o aborto em estado avançado, como a assistolia fetal.